# Барскоон
Барскоон (кирг. Барскоон) — село в Джети-Огузском районе Иссык-Кульской области Кыргызстана. Административный центр Барскоонского аильного округа. Код СОАТЕ — 41702 210 815 01 0.

## Название
Существует гипотеза, что село Барскоон получило своё название от древнего Барсхана. Сыном и внуком барсканских эмиров был великий тюркский энциклопедист Махмуд аль-Кашгари.

## История
Первые сведения о Барсхане встречаются в трудах Ибн Хордадбеха (IX век), где упоминаются города и населённые пункты вдоль торгового пути между Восточным и Западным Туркестаном, сообщается о расположении Нижнего Барсхана около города Тараз и о Верхнем Барсхане на южном побережье Иссык-Куля. В трудах персидского историка Махмуда Гардизи (XI век), Верхний Барсхан является центром территории карлукских племен. Его правитель носил титул «манана», в некоторых источниках — «тебин Барсхан». Образовавшись в VIII веке, Верхний Барсхан просуществовал до XIII века (до нашествия Чингиз-хана). Период расцвета между X и XII веками. Являлся крупным торговым центром на Великом Шёлковом пути.

## Известные уроженцы
- Махмуд аль-Кашгари — год смерти неизвестен, но некоторые предполагают 1101 или 1126, Опал, близ Кашгара) — тюркский филолог и лексикограф. Родился в государстве Караханидов. Известен благодаря созданному им «Собранию тюркских языков» («Диван лугат ат-турк») — словарю-справочнику различных тюркских языков, равному тюркологической энциклопедии[4]

## Население
По данным переписи 2009 года, в селе проживало 6912 человек.